# Kira (titolo)
Nell'Impero ottomano kira, kyra, kiera o chiera (tutti derivati dal greco "signora") era un titolo riservato a donne non musulmane, in maggioranza ebree e in alcuni casi cristiane, che agivano come agente di collegamento finanziario fra una donna mussulmana e il mondo esterno. Le Kira più famose furono quelle a servizio delle Haseki e delle Valide Sultan dell'harem imperiale ottomano. 

## Storia

### Contesto
L'utilizzo di intermediare non musulmane era una pratica comune per le donne islamiche di ogni classe sociale. Il motivo va ricercato nel fatto che, sebbene una donna ottomana fosse formalmente padrona del proprio denaro e avesse diritto a gestirlo, era ritenuto sconveniente, a causa delle pratiche di segregazione di genere islamiche, che avesse contatti con il mondo esterno e in particolare con uomini non appartenenti alla famiglia. 
Questo portò alla nascita delle Kira, donne non sottoposte ai precetti islamici che potevano fungere come agente di collegamento, ad esempio vendendo e comprando merci al mercato per conto delle loro padrone. 

### Nell'harem imperiale
Le Kira a servizio delle donne dell'harem imperiale ottennero un ruolo più importante a causa della segregazione più severa a cui queste donne erano sottoposte, che impediva loro quasi ogni contatto con il mondo esterno e qualsiasi contatto con gli uomini, a parte il sultano, i loro figli e gli eunuchi del personale. 
Le Kira invece, come donne libere, potevano entrare e uscire dall'harem senza restrizioni. Le Kira imperiali videro quindi ampliarsi il loro ruolo, diventando persone di fiducia e agenti di collegamento con il resto del mondo oltre che intermediarie finanziarie.  
Fra i loro compiti per le donne dell'harem c'erano quello di presentare loro merci per conto dei mercanti,  svolgere commissioni all'esterno, consegnare lettere da e per le donne, agire come segretarie, procurare informazioni... 
Alcune di loro riuscirono a entrare a servizio delle potenti favorite o madri dei sultani, guadagnandone la fiducia, e acquisirono a loro volta influenza e ricchezza, anche se non è certo se avessero una posizione formale all'interno dell'harem o meno.  
Fra queste si ricordano Strongilah, Esther Handali ed Esperanza Malchi, che servirono Hafsa Sultan, Hürrem Sultan e Mihrimah Sultan, rispettivamente madre, favorita e figlia di Solimano il Magnifico, Nurbanu Sultan, favorita di Selim II e madre di Murad III, Safiye Sultan, favorita di Murad III e madre di Mehmed III. È possibile che ci siano state altre Kira influenti, ma i loro nomi sono andati persi in quanto i documenti seguono l'usanza ottomana di indicare i soggetti con il loro titolo piuttosto che con il nome proprio.